# Macarát jeskynní
Macarát jeskynní neboli olm (vědecký název Proteus anguinus, slovinsky človeška ribica neboli lidská ryba) je slepý endemický obojživelník žijící v krasových jeskyních a podzemních vodách Dinárského krasu. Jeskyně, kde žije, musí mít dostatečný kontakt s povrchem, aby byl zajištěn přísun živin. Dožívá se až obvykle zhruba 70 let, odhadovaný maximální možný věk se pohybuje kolem 100 let a vydrží bez potravy asi 10 až 12 let (kdy přežívá díky tukovým zásobám). Turisté si jej mohou prohlédnout v Postojenských jeskyních, ve Slovinsku, kde je jednou z hlavních turistických atrakcí, nebo v jeskyni Vjetrenica v Bosně a Hercegovině.[zdroj?]

## Anatomie
Dospělci dosahují velikosti kolem 20–25 cm, včetně ocasu, vzácně mohou dorůst i 35 cm. Jako jeskynní živočich téměř ztratil pigment. Zbarvení těla je jednobarevně narůžovělé či růžovobílé. Má keříčkovité žábry jako axolotl.

## Potrava
Živí se drobnými korýši.

## Rozmnožování
Vajec bývá i 70, jsou lepena pod kameny a následně hlídána.